# VDL Futura
De Futura is een type touringcar van VDL Bus & Coach.
Het model werd jarenlang gebouwd door fabrikant BOVA onder de naam BOVA Futura en nadat de fabriek was overgenomen door de VDL Groep onder de naam VDL BOVA Futura. In het najaar van 2010 is er een gefacelifte versie geïntroduceerd onder de naam VDL Futura. Het "oude" model wordt nog wel geproduceerd onder de naam VDL Futura Classic.

## Geschiedenis
De Futura is in september 1982 geïntroduceerd door het toenmalige BOVA. Het uiterlijk van de Futura is sindsdien op hoofdlijnen vrijwel onveranderd gebleven en de geheel eigen, kenmerkende moderne vormgeving met een aerodynamisch front dat het model de naam Futura opleverde (Italiaans/Spaans voor "toekomstig"), is nog net zo herkenbaar als in 1982. Tussen de verschillende bouwjaren zit wel een verscheidenheid aan lengtes en hoogtes. Ook hebben de modellen afwijkingen in nooddeuren en lampjes als gevolg van andere wetgeving in het buitenland en deels door wensen van de afnemers, zoals de keuze tussen een midden- of achteruitstap.

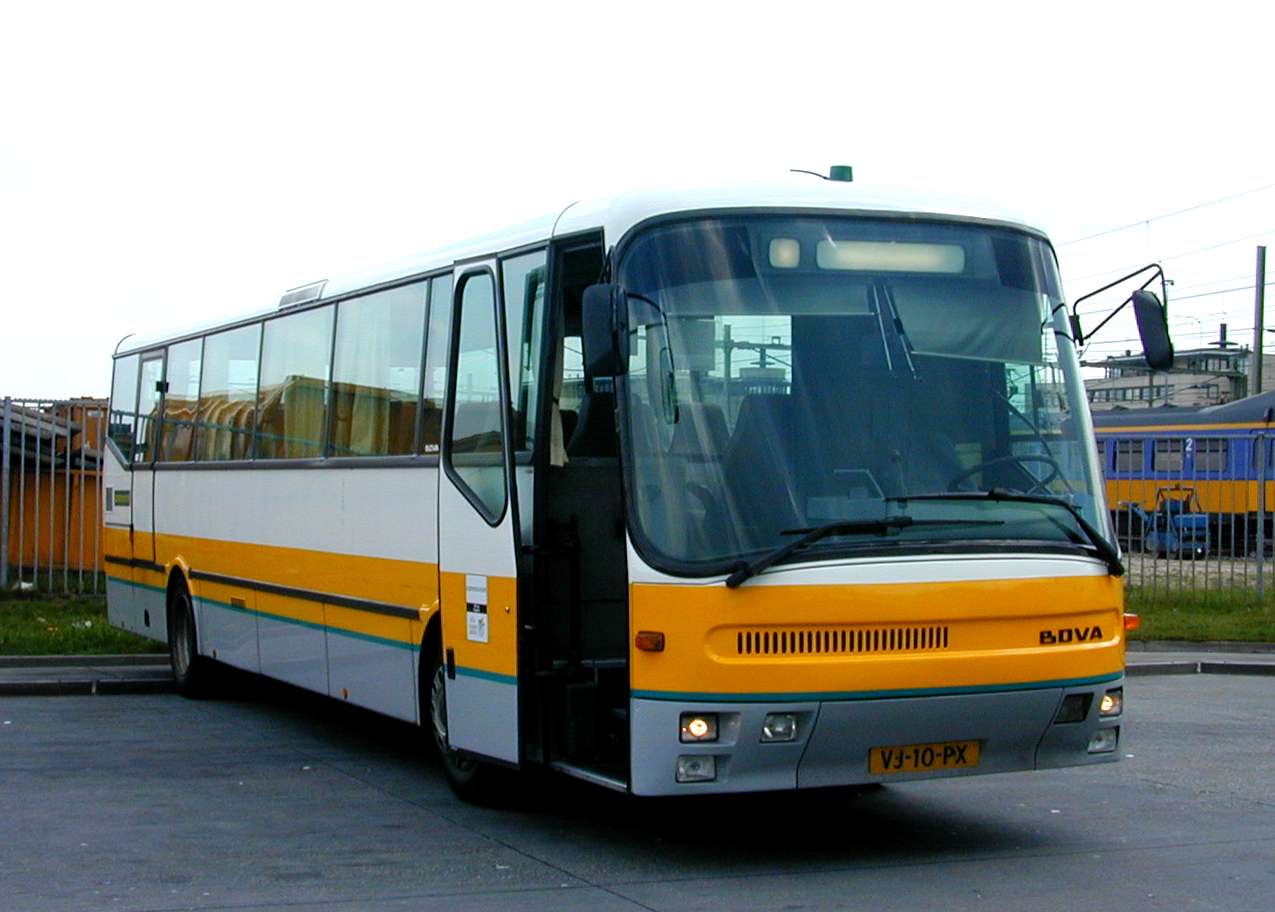
Bova Futura FVD 12.220 laagdekker uit 1990 in dienst bij CN

De productie startte met twee varianten, de FL12 en FH12, die respectievelijk 3,26 meter en 3,55 meter hoog waren. De motoren waren aanvankelijk van DAF, later aangevuld met Mercedes-Benz. De lengte van de bus was 12 meter, hoewel de Belgische variant een stukje korter was, namelijk 11,76 meter. Er werden ruim 6700 van deze bussen gebouwd. Het duurde tot 1990 voordat er een nieuwe lengtevariant kwam, de FH10 van 10,40 meter. Datzelfde jaar volgde er een laagdekker, de FVD met een hoogte van 3,08 meter. Voor deze versie toont het streekvervoer, vooral Centraal Nederland, belangstelling. Nadat er ook een aantal bussen van dit type voor het buitenland werden gebouwd, stopte de productie van de bus bij 169 exemplaren.
De volgende grote verandering was het in productie nemen van langere drieassige bussen van 15 meter in 1994. BOVA noemde de bus Futura Magnum FH15 en FL15, die in 1993 op Busworld in Kortrijk werd gepresenteerd. De eerste Magnums werden in Nederland afgeleverd bij Oad Reizen. De oorspronkelijke DAF- en Mercedes Benz-motoren werden in 1994 gevolgd door motoren van MAN en Cummins. Met de introductie van de Euro 3-norm voor motoren in 2002 is de keuze beperkt tot alleen DAF.
In 1995 kwam er een lengteformaat van 13,5 meter onder de naam FH14. Van de F15 en F14 zijn er respectievelijk 268 en 286 gebouwd. Een jaar later volgde de lengtevariant FH13 en FL13 van 12,70 meter die op twee assen kon worden gebouwd, mede daardoor werd dit een populaire bus waardoor na acht bouwjaren al het aantal van 1000 stuks werd bereikt. Alle varianten, behalve de FH10 en FH14, waren zowel als hoogdekker en laagdekker leverbaar.
In 2015 werd de serie uitgebreid met VDL Futura FDD2, een dubbeldekker ter vervanging van VDL Synergy. Deze wordt gebouwd in twee lengtes, 13 meter en 14 meter.

### Modellen
Al vanaf de introductie in 1982 heeft de Futura een zeer modern gestroomlijnde vormgeving, dat vooral gekenmerkt wordt door de bolle frontzijde met een zeer grote voorruit.
De belangrijkste afwijkingen in de vormgeving de afgelopen jaren zijn:
- 2 grote ronde koplampen aan beide zijden
- 3 kleine rechthoekige koplampen aan beide zijden met oranje reflectoren aan de voorzijde en daarnaast een oranje richtingaanwijzer. Hetzelfde model kreeg later een rechte achterkant en grotere spiegels
- 3 kleine ronde koplampen (waarbij de buitenste de richtingaanwijzer is en iets kleiner is dan de twee binnenste, aan de onderzijde, recht onder de richtingaanwijzer nog een ronde koplamp)
- Afwijkingen in oudere modellen doordat het front na een aanrijding vervangen is door een nieuwer front

VDL Bova gebruikte de invoering van de nieuwe Euro 4 norm voor motoren en tevens het 25 jaar bestaan van de Futura om de touringcar nogmaals van een facelift te voorzien. Behalve een nieuwe aandrijflijn heeft het model een vernieuwde chauffeurscabine gekregen, evenals een facelift voor de front- en achterzijde. Met de komst van de facelift heeft het bedrijf de typeaanduiding van de bussen aangepast. De lengte werd voortaan in decimeters uitgedrukt in plaats van meters. De Futura is leverbaar als lage FLD (voorheen FL) variant met een lengte van 12,00 m en 12,71 m, en als tweeassige hoogdekker FHD (voorheen FH) met een lengte van 10,45 m, 12,04 m en 12,75 m. Later werd de tienmetervariant (FLD104) ook leverbaar als laagdekker. De drieassige hoogdekkers met een lengte van 13,10 m, 13,90 m en 14,80 m werden vanaf nu geleverd onder de naam VDL Bova Magiq. Die bus was overigens al sinds 1999, zij het matig, leverbaar als tweeasser van 12,2 en 12,9 meter.
Voor het modeljaar 2007 hebben de VDL BOVA ontwerpers de "front skirt" verder gemoderniseerd. Opvallend is de nieuw vormgegeven lampenpartij met de typische, ronde koplampen, die nu een beter geheel vormt. Voor het eerst is de Futura ook leverbaar met Xenon koplampen en statisch bochtenlicht. De Xenon koplampen bieden een fellere en bredere verlichting dan de standaard geleverde H7 koplampen. Het statische bochtenlicht wordt automatisch ingeschakeld bij het nemen van scherpe bochten of bij het afslaan. Deze extra lichtbron zorgt voor een betere verlichting van de zone naast de voorzijde en verhoogt zo de veiligheid tijdens nachtelijke ritten.
De achterzijde van de Futura heeft een vernieuwde, karakteristieke vormgeving gekregen. Het bovenste gedeelte steekt iets naar achter uit en ook de spoiler, die het dak naar achter afsluit, is vernieuwd en vormt nu een beter geheel met de nieuwe achterkant.
Dit model is verreweg het meest succesvolle Bovaproduct. In 2005/2006 bereikte de productie het hoogste niveau sinds de aanvang in 1982. Van het model zijn al circa 11.000 exemplaren geleverd aan bedrijven in heel Europa en daarbuiten.

### Nieuwe productlijn
In 2010 verdween de naam VDL Bova Magiq en de drieassers kregen de oude naam Futura weer terug. Het model is met de tijd meegegaan en heeft grote stijlvolle koplampen en een groot vernieuwd VDL logo op het front. Het ontwerp komt van Van der Veer Designers uit Geldermalsen. Het "oude" model Futura heet sinds de komst van de "Nieuwe Futura" voortaan "Futura Classic".

### Bus of the Year 2012
De nieuwe Futura werd op 7 september 2010 door VDL Bus & Coach aan het publiek gepresenteerd en werd op 29 augustus 2011 uitgeroepen tot International Coach of the Year 2012
De nieuwe Futura is leverbaar in vijf lengtevarianten, de FHD2-122, FHD2-129, FHD2-131, FHD2-139, FHD2-148. De code FHD2 staat voor Futura Hoog Daf versie 2. De laatste drie cijfers geven de lengte aan, 122 is bijvoorbeeld 12,2 meter.
De bus is leverbaar met drie krachtige motoren: DAF PR265 U1 (265 kW, 361 pk), DAF MX 300 U1/U4 (300 kW, 410 pk) en DAF MX340 U1 (340 kW, 460 pk) en verschillende handgeschakelde of automatische versnellingsbakken van GO en ZF en een retarder van Voith of een intrader van ZF. Ten behoeve van de Duitse markt werden tot 2002 ook Mercedes motoren ingebouwd, dan werd de typebenaming FHM of FLM, wat staat voor Futura Hoog Mercedes of Futura Laag Mercedes.

### Futura wordt Futura Classic
Met de komst van de nieuwe Futura lijn veranderde de naam van het "oude" model in Futura Classic. De touringcar is tot op heden leverbaar in zes lengteformaten, waarvan drie hoogdekkers en drie laagdekkers.
De FHD-104, FHD-120 en FHD-127 (Futura Hoog Daf) zijn de hoogdekkers, allen ongeveer 3,5 meter hoog. De FLD-104, FLD-120 en FLD-127 (Futura Laag Daf) zijn 3,3 meter hoog. De nummers staan voor de lengte, de 104 is bijvoorbeeld 10,4 meter lang. De nieuwste bussen zijn allen voorzien van een DAF PR265 U1/U2 motor die voldoet aan de emissienorm Euro V, waardoor het een milieuvriendelijk gemaakt voertuig is. De motor levert 265 kilowatt (361 pk), heeft een cilinderinhoud van 9,2 liter (9200 cc) en het maximale koppel bedraagt 1450 Nm bij 1100 tot 1700 toeren per minuut. De bussen worden standaard geleverd met  een retarder van Telma. Optioneel zijn een handbediende versnellingsbak of automatische versnellingsbak van ZF.

### Typeaanduiding (van toen naar nu)
- Bova FH10 – VDL Bova FHD104
- VDL Bova FLD104
- Bova FH12 – VDL Bova FHD120
- Bova FL12 – VDL Bova FLD120
- Bova Magiq MHD 120 – VDL Futura FHD2-122
- Bova FVD12 (semitoerwagen / uit productie)
- VDL Bova FHD2-129
- Bova FH13 – VDL Bova FHD127
- Bova FL13 – VDL Bova FLD127
- Bova Magiq (M)HD31 – VDL Futura FHD2-131
- Bova Futura Magnum FH14 – Bova Magiq MHD 139-460 Magnum – VDL Futura FHD2-139
- Bova Futura Magnum FH15 – Bova Magiq MHD 148-460 Magnum – VDL Futura FHD2-148
- Bova Futura Magnum FL15 (uit productie)
- VDL Futura FDD2 (sinds 2015 – vervangt de VDL Synergy)